# Пермская государственная фармацевтическая академия
Пе́рмская госуда́рственная фармацевти́ческая акаде́мия (ПГФА) (полное название: Государственное бюджетное образовательное учреждение высшего профессионального образования «Пермская государственная фармацевтическая академия») — высшее учебное заведение в Перми, готовящее специалистов с фармацевтическим образованием.
По состоянию на 2016 год в состав академии входит 5 факультетов и 20 кафедр.

## История
В 1918 году на базе Пермского классического университета было создано фармацевтическое отделение.
1929 год — в Пермском университете создан химико-фармацевтический факультет.
В 1930 году произошло расформирование университета, химико-фармацевтический факультет был реорганизован в самостоятельный химико-технологический институт. Вместе с технической базой он был в 1931 году переведён в г. Березники.
1931 год — при Пермском медицинском институте создан фармацевтический факультет.
В 1936 году фармацевтический факультет преобразован в Пермский государственный фармацевтический институт.
В 1995 году Пермский государственный фармацевтический институт получил статус академии и был переименован в Пермскую государственную фармацевтическую академию.
В 2005 году академия получила название Государственного образовательного учреждения высшего профессионального образования «Пермская государственная фармацевтическая академия Федерального агентства по здравоохранению и социальному развитию».
Ректорами ПГФИ (ПГФА) в разное время были А. С. Гинзберг, А. М. Креймер (1937—1940), Н. Н. Калугин, П. Э. Розенцвейг (и. о., 1954—1955), д.х.н. В. С. Шкляев (1955—1962), к.х.н. О. К. Козьминых (1963—1983), Л. Ф. Яковлева, к.фарм.н. Г. И. Олешко (1990—2010), д.фарм. н. Т. Ф. Одегова (2010—2014), д.фарм. н. И. В. Алексеева (и. о., 2014—2015), д.фарм.н. Е. В. Орлова (и. о, 2015), к.фарм.н. А. Ю. Турышев (2015—2021), к.б.н. В. Г. Лужанин (с 2021).

## Современное состояние
По состоянию на 2011 год в состав академии входит 5 факультетов:
- факультет очного обучения;
- факультет заочного обучения;
- факультет подготовки иностранных граждан;
- факультет дополнительного профессионального образования;
- факультет довузовской подготовки молодежи.

В ПГФА обучаются 4500 студентов, 50 аспирантов, 6 докторантов, 70 интернов.
Преподавательскую деятельность ведут 28 докторов наук, профессоров, 138 кандидатов наук, доцентов, 8 членов международных академий, 6 заслуженных работников здравоохранения Российской Федерации.
ПГФА осуществляет образовательную деятельность по следующим программам:
- по программам высшего профессионального образования:
  - по специальности «провизор»;
- по программам послевузовского образования:
  - аспирантура:
    - 14.00.25 — фармакология;
    - 15.00.01 — технология лекарств и организация фармацевтического дела;
    - 15.00.02 — фармацевтическая химия и фармакогнозия;
    - 03.00.13 — физиология человека и животных;
    - 02.00.03 — органическая химия;

  - интернатура:
    - управление и экономика фармации;
    - фармацевтическая технология;
    - фармацевтическая химия и фармакогнозия.
- по программам дополнительного образования (повышение квалификации и переподготовка специалистов):
  - управление и экономика фармации;
  - фармацевтическая технология;
  - фармацевтическая химия и фармакогнозия.